# 堀江ひろ子
堀江 ひろ子（ほりえ ひろこ、1947年5月1日 - ）は、日本の料理研究家、栄養士。

## 人物
宮崎県出身。日本女子大学家政学部食物学科卒業。父の堀江正夫は元参議院議員。夫は大学教授の山崎素直。母も料理研究家の堀江泰子であり、長女ほりえさわこも料理研究家として活動。
ボランティアで老人給食の指導にも当たっている。身近な材料で簡単に手早く作れる家庭料理や電子レンジ、スピードカッター、圧力鍋などを活用する、うまく手抜きをするなど主婦の視点でのメニュー開発を得意としている。

## 略歴
- 1970年3月 日本女子大学家政学部食物学科卒業後から、母の助手を務める。
- 1971年 24才の時に、現在の夫・山崎素直と結婚。
- 1973年 長女ほりえさわこ誕生。
- 1976年 長男誕生。
- 1985年4月 日本テレビ「キユーピー3分クッキング」にレギュラー講師として出演。- 1989年9月までの4年半出演。
- 1995年4月 テレビ朝日「キンキンのとことん好奇心」の料理コーナーに講師として、モモちゃん先生の愛称で出演。- 1996年3月まで出演。
- 1996年4月 日本テレビ「キユーピー3分クッキング」にレギュラー講師として再出演。- 1999年4月までの3年間出演。

## メディア
- NHK「きょうの料理」、｢きょうの料理プラス｣
- TBS「はなまるマーケット」　陣内貴美子の虎の門
- 日本テレビ「キユーピー3分クッキング」
  - 1985年4月 - 1989年9月（レギュラー講師）[2]
  - 1996年4月 - 1999年4月（レギュラー講師）[3][注釈 1]
- テレビ朝日「キンキンのとことん好奇心」1995年4月 - 1996年3月・料理コーナーの講師[注釈 2]
- テレビ東京「レディス4」
- NHKラジオ「食べて旅して」

## 書籍
- 「読むレシピ」（NHK出版）
- 「シニアの食卓」（婦人の友社）
- 「食の冷凍・解凍保存事典」（ブックマン社）
- 「園児の毎日のおべんとう ママの愛情手づくり」（レッスンシリーズ）（パッチワーク通信社、2004年）
- 「新おとしよりが好きな料理:おいしさいっぱい・家族と食べる」（やさしい手の本）（婦人生活社、2002年）共著：望月澄江、高城順子
- 「通勤・通学&通園が楽しい 毎日のおべんとう」（レッスンシリーズ）（パッチワーク通信社、2002年）
- 「手づくりいちばん！園児のお弁当 ママの愛情がいっぱいつまった玉手箱」（レッスンシリーズ）（パッチワーク通信社、2001年）
- 「園児のおべんとう 新米ママでも手早くできる楽しいおべんとうづくり」（レッスンシリーズ）（パッチワーク通信社、1998年）
- 「料理」（わくわくチャレンジブックス 10）（フレーベル館、1998年）監修
- 「モモちゃん先生の意外と簡単 もっと美味しい家庭料理！」（ブックマン社、1996年）
- 「おいしいめん料理」（食と健康シリーズ）（全国学校給食協会、1990年）共著:堀江泰子
- 「楽しくつくるデザート&おやつ」（食と健康シリーズ）（全国学校給食協会、1988年）共著:堀江泰子
- 「電子レンジ快速クッキング」（永岡書店、1989年）
- 「元気っ子が育つ家庭料理」（家の光協会、1986年）共著:堀江泰子
- 「やりくり名人のおかず作り」（マイライフシリーズ）（グラフ社、1998年）
- 「元気が一番！子ども弁当」（マイライフシリーズ）（グラフ社、1994年）
- 「電子レンジ料理のコツ」（マイライフシリーズ）（グラフ社、1988年）共著:浜内千波・天野悦子・高城順子
- 「子供が喜ぶ健康メニュー」（マイライフシリーズ）（グラフ社、1983年）
- 「ナイト・スナック」（Cookスナック全集 9）（千趣会、1981年）監修・指導
- 「子どものための楽しいおかず」（クッキング・ブックス 22）（世界文化社、1974年）共著：堀江泰子
- 「オーブン料理と電子レンジ料理」（クッキング・ブックス 19）（世界文化社、1974年）共著：堀江泰子
- 「小さなパーティーのための料理」（クッキング・ブックス 14）（世界文化社、1974年）共著：堀江泰子
- 「おべんとうとサンドイッチの手本」（クッキング・ブックス 6）（世界文化社、1974年）共著：堀江泰子
- 「おいしい手作り食・保存食」（大門出版、1974年）共著:堀江泰子
- 「サンドイッチとカナッペ」（主婦の友文庫）（主婦の友社、1973年）共著:堀江泰子
- 「おいしいめん」（大門出版、1973年）共著：堀江泰子
- 「エレックお惣菜」（大門出版、1972年）共著:堀江泰子